# گروس لونر
گروس لونر (به لاتین: Gross Lohner) یک کوه در سوئیس است که در کانتون برن واقع شده‌است. گروس لونر ۳٬۰۴۹ متر بالاتر از سطح دریا واقع شده‌است.